# Sargento mayor del Cuerpo de Marines
El grado de Sargento Mayor del Cuerpo de Marines de los Estados Unidos (del inglés: Sergeant Major of the Marine Corps), abreviado oficialmente como SMMC y coloquialmente como Sargento Mayor) es un rango militar único de suboficial en el Cuerpo de Marines de los Estados Unidos.
En el Cuerpo de Marines, el rango de sargento mayor es el noveno más alto alistado, justo por encima del de sargento primero, con un rango equivalente al de sargento jefe de artillería («master gunnery sergeant»), aunque los dos tienen diferentes responsabilidades. El rango de Sargento Mayor del Cuerpo de Marines es tanto un rango militar como un billet, es decir, un cargo asumido por una única persona, y sirve como asesor senior alistado del Comandante para manejar los asuntos de disciplina y moral entre los marines. Sólo uno de estos marines es elegido por el Comandante del Cuerpo de Marines para servir como su asesor, y se lo considera el marine preeminente.

## Historia
Si bien no se le consideró oficialmente un Sargento Mayor del Cuerpo de Marines, cuando Archibald Sommers fue designado para el grado de Sargento Mayor el 1 de enero de 1801, este cargo era también único, de forma similar al de Sargento Mayor del Cuerpo de Marines. En 1833, la nueva legislación confirmó el rango de Sargento Mayor como permanente en el Cuerpo y en 1899 cinco marines recibieron dicho rango. Los nombramientos continuaron hasta 1946, cuando el rango fue abolido, sólo para ser reintroducido en 1954 como parte de la estructura jerárquica del Cuerpo de Marines.
El puesto se estableció definitivamente en 1957 como asesor del Comandante del Cuerpo de Marines, el primero de este tipo de puestos en las cinco ramas de las fuerzas armadas de Estados Unidos. En 1970 se autorizó la insignia distintiva del Sargento Mayor del Cuerpo de Marines, formado por los cabrios habituales de sargento, el Águila, Mundo, y Ancla del Cuerpo de Marines flanqueados por dos estrellas, a diferencia del distintivo de rango del Sargento Mayor, que tiene una única estrella de cinco puntas en el centro.
El Sargento Mayor del Cuerpo de Marines es seleccionado directamente por el Comandante del Cuerpo y, normalmente, tiene un mandato de cuatro años, aunque su servicio es discreción del comandante. Desde que Wilbur Bestwick fue nombrado el primer Sargento Mayor en 1957, 17 marines diferentes han ocupado este puesto.

## Sargentos Mayores

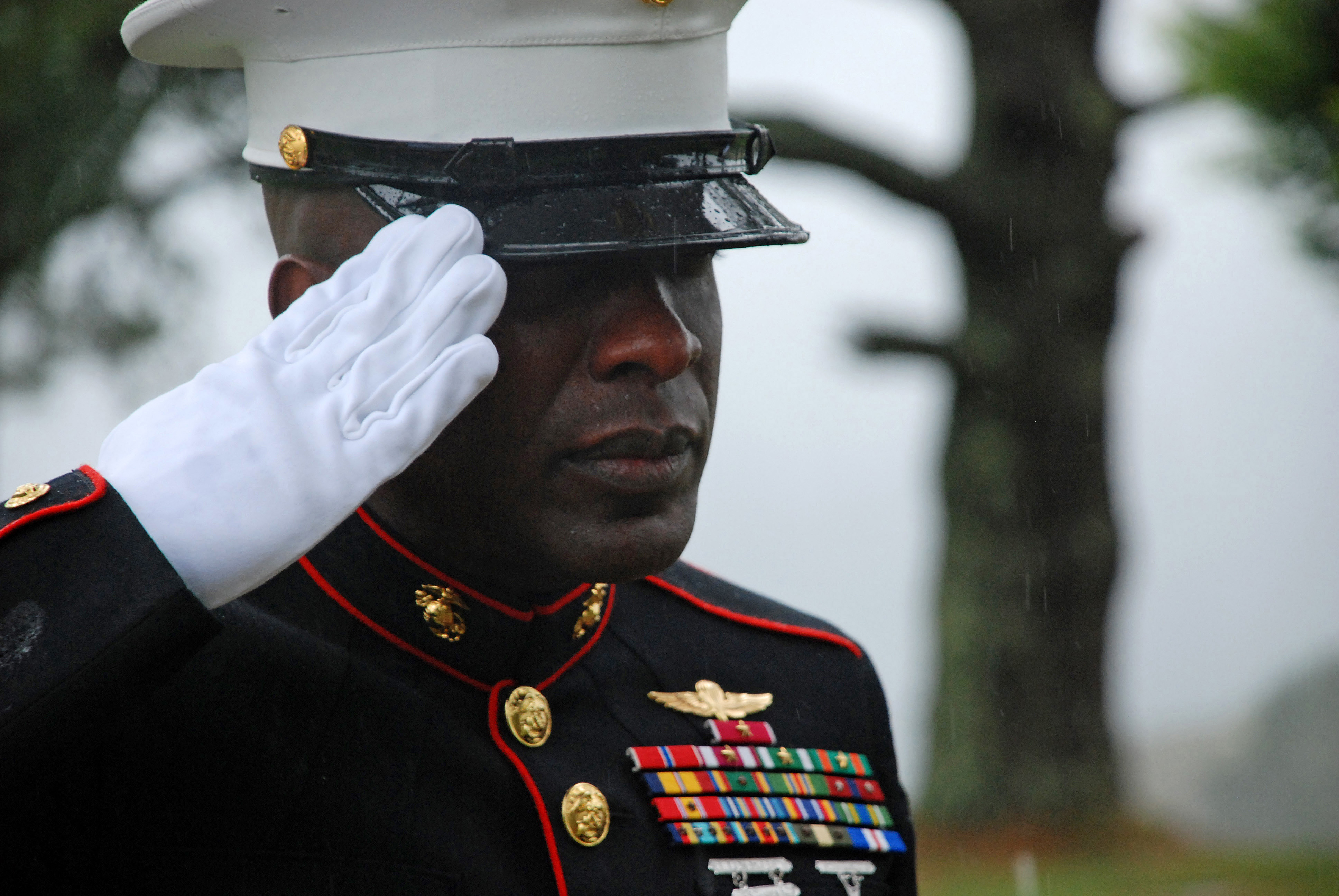
El Sargento Mayor Carlton W. Kent rinde homenaje en la tumba de Wilbur Bestwick.

| N.º | Imagen | Nombre               | Comienzo                | Final                 |
| --- | ------ | -------------------- | ----------------------- | --------------------- |
| 1   |        | Wilbur Bestwick      | 23 de mayo de 1957      | 31 de agosto de 1959  |
| 2   |        | Francis D. Rauber    | 1 de septiembre de 1959 | 28 de junio de 1962   |
| 3   |        | Thomas J. McHugh     | 29 de junio de 1962     | 16 de julio de 1965   |
| 4   |        | Herbert J. Sweet     | 17 de julio de 1965     | 31 de julio de 1969   |
| 5   |        | Joseph W. Dailey     | 1 de agosto de 1969     | 31 de enero de 1973   |
| 6   |        | Clinton A. Puckett   | 1 de febrero de 1973    | 31 de mayo de 1975    |
| 7   |        | Henry H. Black       | 1 de junio de 1975      | 31 de marzo de 1977   |
| 8   |        | John R. Massaro      | 1 de abril de 1977      | 15 de agosto de 1979  |
| 9   |        | Leland D. Crawford   | 16 de agosto de 1979    | 27 de junio de 1983   |
| 10  |        | Robert E. Cleary     | 28 de junio de 1983     | 26 de junio de 1987   |
| 11  |        | David W. Sommers     | 27 de junio de 1987     | 27 de junio de 1991   |
| 12  |        | Harold G. Overstreet | 28 de junio de 1991     | 29 de junio de 1995   |
| 13  |        | Lewis G. Lee         | 30 de junio de 1995     | 28 de junio de 1999   |
| 14  |        | Alford L. McMichael  | 29 de junio de 1999     | 26 de junio de 2003   |
| 15  |        | John L. Estrada      | 27 de junio de 2003     | 25 de abril de 2007   |
| 16  |        | Carlton W. Kent      | 25 de abril de 2007     | 8 de junio de 2011    |
| 17  |        | Micheal Barrett      | 9 de junio de 2011      | 20 de febrero de 2015 |
| 18  |        | Ronald L. Green      | 20 de febrero de 2015   | 26 de junio de 2019   |
| 19  |        | Troy E. Black        | 26 de junio de 2019     | actualidad            |